# Währing

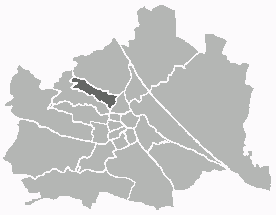
Poloha Währingu na mapě Vídně

Währing ( [ˈvɛːʀɪŋ]) je 18. vídeňský obvod. Nachází se v severozápadní části města, na okraji Vídeňského lesa. Vznikl v roce 1892 spojením starších předměstí (Vorstädte): Währing, Weinhaus, Gersthof, Pötzleinsdorf, Neustift am Walde a Salmannsdorf.
V tomto obvodě o rozloze 6,28 km2 žilo k 1. lednu 2024 celkem 51 395 obyvatel. Zajímavostí je, že věž obvodní radnice byla vzorem pro pozdější radniční věž v Krnově.

## Poloha

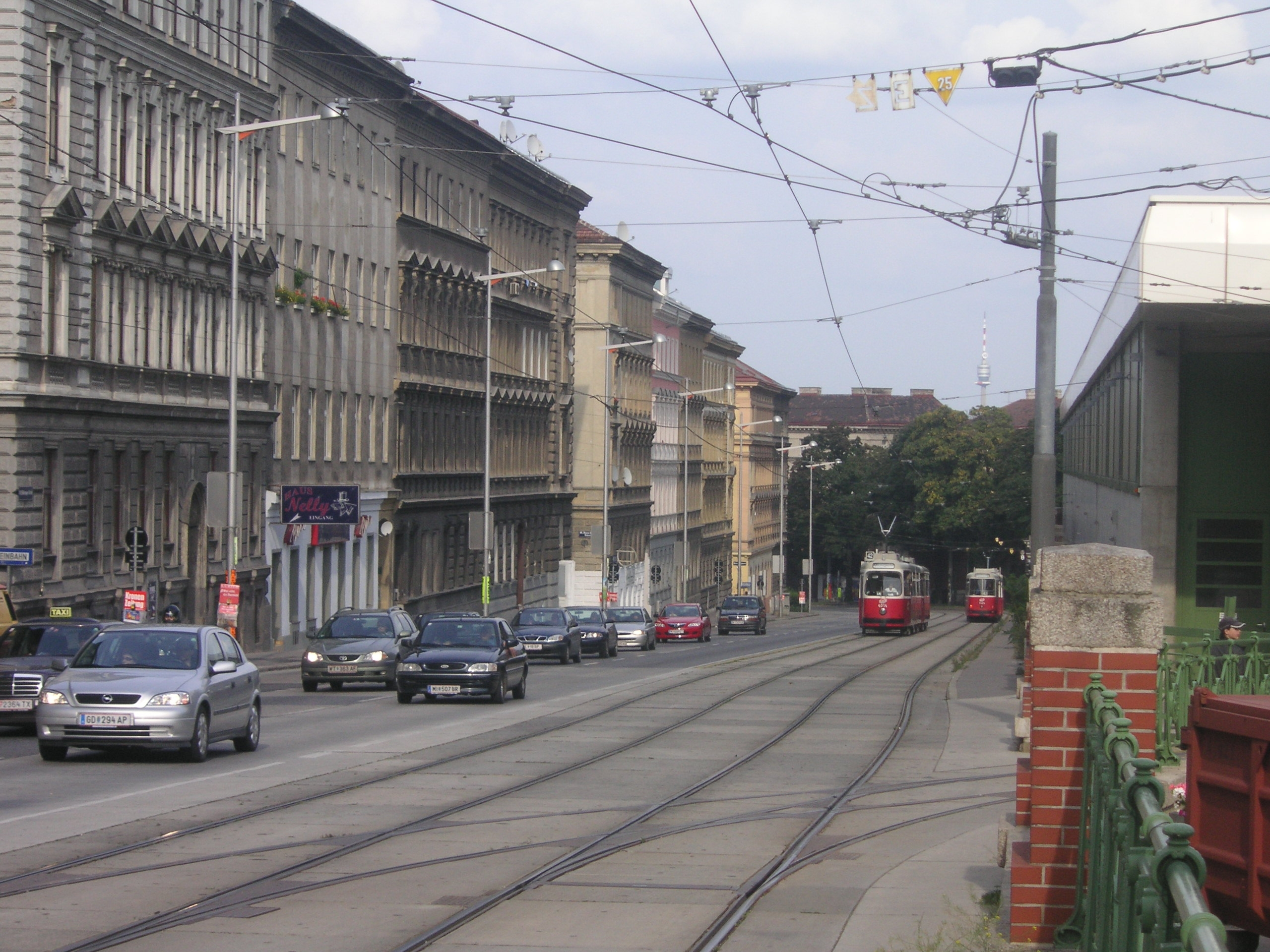
Okružní třída Gürtel tvoří ve Währingu východní hranici obvodu.

Währing se rozkládá v severozápadní části hlavního města, na svazích Vídeňského lesa mezi okružní třídou Gürtel a Höhenstraße. Na severu hraničí s 19. obvodem Döbling, na jihu s 9. obvodem Alsergrund a na jihu a na západě se 17. obvodem Hernals.

## Historie
První písemná zmínka o Währingu (tehdy nazývaném Warich) pochází z doby kolem roku 1170.